# Ciche (gromada w powiecie brodnickim)
Ciche – dawna gromada, czyli najmniejsza jednostka podziału terytorialnego Polskiej Rzeczypospolitej Ludowej w latach 1954–1972.
Gromady, z gromadzkimi radami narodowymi (GRN) jako organami władzy najniższego stopnia na wsi, funkcjonowały od reformy reorganizującej administrację wiejską przeprowadzonej jesienią 1954 do momentu ich zniesienia z dniem 1 stycznia 1973, tym samym wypierając organizację gminną w latach 1954–1972.
Gromadę Ciche z siedzibą GRN w Cichem utworzono – jako jedną z 8759 gromad na obszarze Polski – w powiecie brodnickim w woj. bydgoskim, na mocy uchwały nr 24/2 WRN w Bydgoszczy z dnia 5 października 1954. W skład jednostki weszły obszary dotychczasowych gromad Ciche i Koń oraz obszary przysiółków Robotno, Głowin, Grabiny, Cichówki, Kuchnia (obręb katastralny), Rosochy, Rytebłota, Mieliwo, Karaś i Łąkorz (obręb katastralny) z dotychczasowej gromady Zbiczno ze zniesionej gminy Zbiczno w tymże powiecie. Dla gromady ustalono 13 członków gromadzkiej rady narodowej.
Gromadę zniesiono 31 grudnia 1961, a jej obszar włączono do gromady Zbiczno w tymże powiecie.